# Le Sablon (Moselle)
Pour les articles homonymes, voir Le Sablon et Sablon.
Le Sablon est une ancienne commune du département de la Moselle. Par rattachement, elle devient un quartier de Metz le 1er avril 1914. Son territoire est entouré de ponts car le quartier est précisément délimité à l'est par la rivière Seille et à l'ouest par les emprises du chemin de fer. Au nord se trouve la gare de Metz-Ville, et au sud le quartier de Magny. Ses habitants sont nommés les Sablonnais.

## Géographie

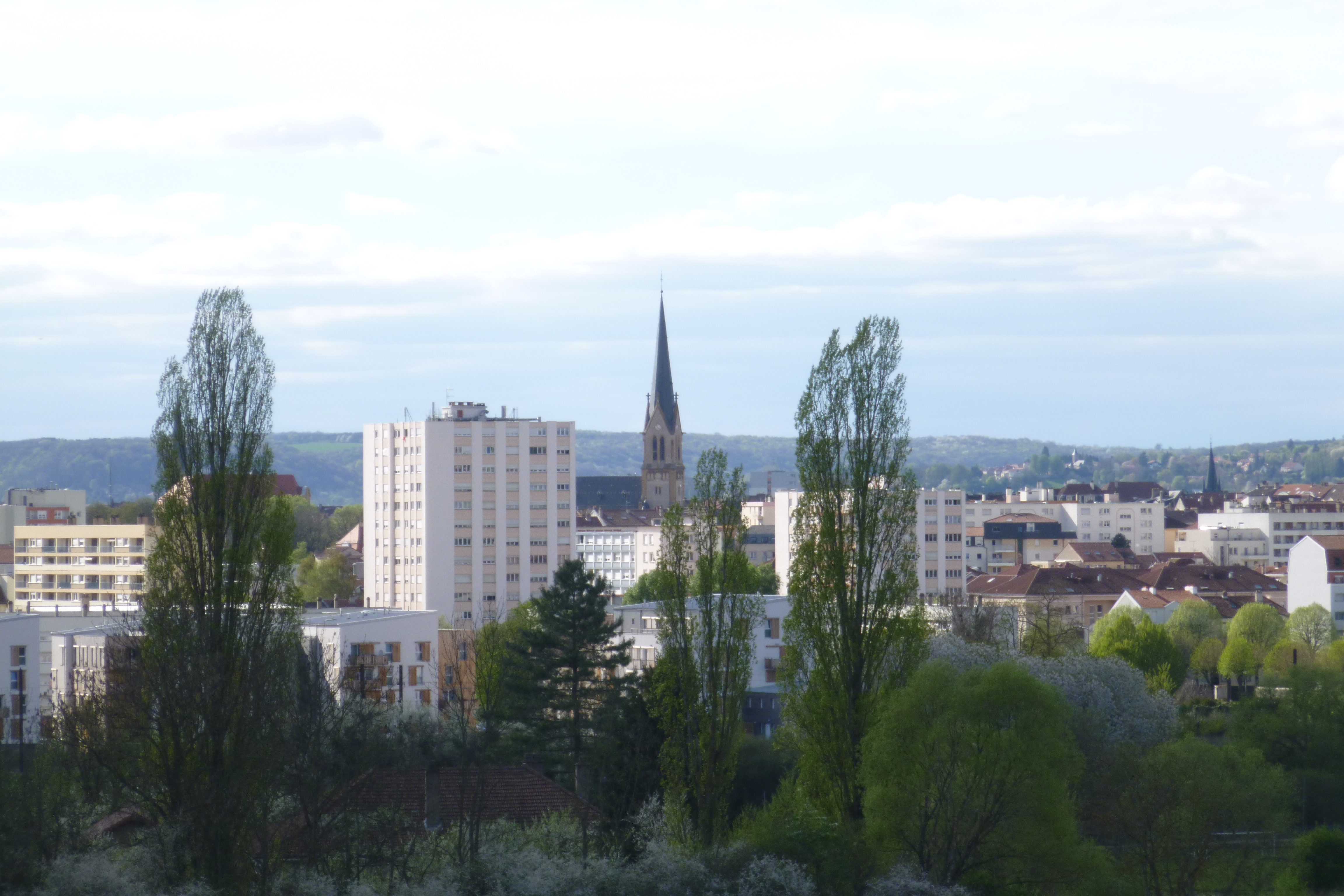
Le quartier vu depuis la colline de Queuleu avec l'église Saint-Fiacre reconnaissable

L'est du quartier est marqué par la vallée de la Seille avec un relief plat et bas, de ce fait, cette zone peut être facilement inondable en cas de crue. La zone ouest, elle est située sur une colline, dont le sommet semble être au niveau de le jonction de la Sente a My avec le pont de la Horgne. Ce secteur est difficilement inondable c'est pour cela que la plupart des commerces et des institutions y sont bâtis.
Le lit de la Seille a été profondément modifié au cours de siècle dernier, autrefois, l'entrée de la rivière dans Metz se faisait à plus d'une dizaine de mètres à l'ouest du lieu actuel ; le décalage du lit a permis la création du parc de la Seille, en effet, le cours d'eau coulait avant sur la zone du parc actuel et formait plusieurs courbes sur son parcours.
Par ailleurs, il est impossible d'entrer dans le quartier sans passer par un pont, du fait de son encerclement complet par les voies de chemin de fer et la Seille.

## Toponymie
- À l'époque gallo-romaine, le territoire de l'actuel quartier est désigné par Arenas (sable en latin), faisant allusion à la texture de son sol. Au XIVe siècle, un nom plus proche du toponyme actuel apparaît, il s'agit de Savelon, toujours en référence à ce sol sableux.
- Anciennes mentions : Savelo (880), Harenas (1130), Le Savelon (1365), Le Savellon (XVe siècle), La Greive (1404)[2].
- Lo Saibion en lorrain roman[2].

Lo Savlon est le nom en patois des habitants[réf. nécessaire].

## Histoire

### Antiquité
Pendant l'Antiquité, alors que la commune du Sablon n'est pas encore constituée, c'est sur son territoire que se situait l'amphithéâtre gallo-romain de Metz ainsi qu'une grande nécropole romaine.
Si c'est au Xe siècle qu'est écrite la légende du Graoully, c'est au IIIe siècle qu'elle prend place. Saint Clément, évêque ayant évangélisé Metz et ses environs, après avoir vaincu le dragon habitant l'amphithéâtre, le jeta dans la Seille. La légende, impactant la commune, en inspira le blason.
La première paroisse du Sablon fut basée au cœur de l'Amphithéâtre, dans un oratoire nommé Saint-Pierre-aux-Arènes. Dès l'Antiquité et ce jusqu'à la fin du Moyen Âge, le Sablon était réputé pour ses nombreuses sources, telle la source Saint-André qui alimentait le lavoir municipal ainsi que l'ancienne fontaine de la place Saint-Simplice à Metz.
En 2012, des travaux de  construction ont mis au jour une nécropole d'une centaine de sépultures des VIe et VIIe siècles et deux lieux d'habitation datant des XIIIe et XVIe siècles le long de la rue Mazarin, près du pont de l'Argonne. Puis en 2018, de nouvelles sépultures médiévales sont découvertes, lors de travaux place Saint-Livier.  

### Moyen Âge et Temps modernes
Jusqu’en 1552, le Sablon est surnommé quartier des Basiliques en raison du nombre d’édifices religieux bâtis sur son territoire. Ces derniers sont tous détruits lors du siège de Metz, en particulier l’abbaye Saint-Clément, reconstruite au Pontiffroy, ou la chapelle Saint-Fiacre. Il ne reste que quelques fermes éparses durant le reste du Moyen Âge, jusqu'à la création officielle de la commune en 1790. La congrégation des sœurs de Sainte-Chrétienne fonde son couvent dans le quartier à la fin du XVIIIe siècle.

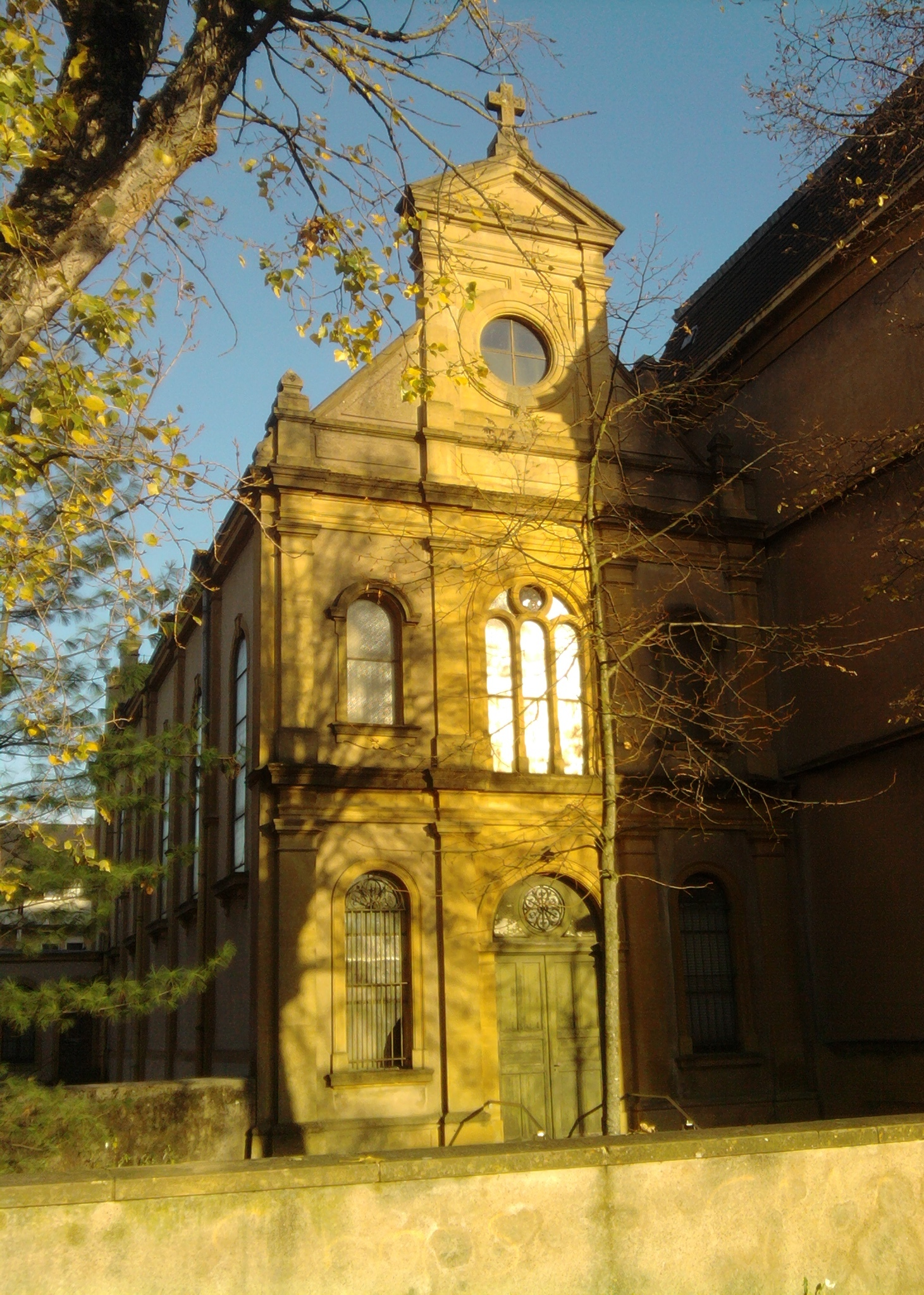
Chapelle, unique vestige du couvent Sainte-Chrétienne, détruit en 1944

### XIXesiècle
C'est pendant l'annexion allemande de 1871 à 1918, qu'il s'urbanise, dans le prolongement de la Nouvelle Ville allemande, construite en dehors de remparts. La partie nord est alors bâtie d'immeubles de style allemand typique de l'époque, et la partie sud, de petites maisons ou immeubles, dont la plupart sont détruits peu à peu pour laisser place à des programmes immobiliers plus importants et modernes.
Les maraîchers sont très répandu au Sablon, principalement autour de l'axe de l'actuelle Sente A My.  Les activités se diversifièrent peu à peu, et l'industrie s'implanta avec des usines telles la brasserie Amos, en 1874. De nombreux restaurants et bars ouvrirent et attirèrent des messins.

### XXesiècle
En 1903, l'empereur d'Allemagne Guillaume II vient en visite au Sablon sur les fouilles de l'amphithéâtre gallo-romain situé dans le nord de la commune, fouilles qu'il avait lui-même ordonnées. Elles sont interrompues par simple précaution pour causes financières, préférant économiser sur la région messine dans laquelle il a financé quelques années après sa visite la construction de la nouvelle gare et de l’hôtel des Postes. Pour permettre à ses successeurs de les reprendre facilement, il fait recouvrir l'amphithéâtre de sable.
Sera redécouvert à cette époque également, la Redoute de La Seille, fort bastionné construit au XVIIIe siècle, bâti au-dessus des Arènes.

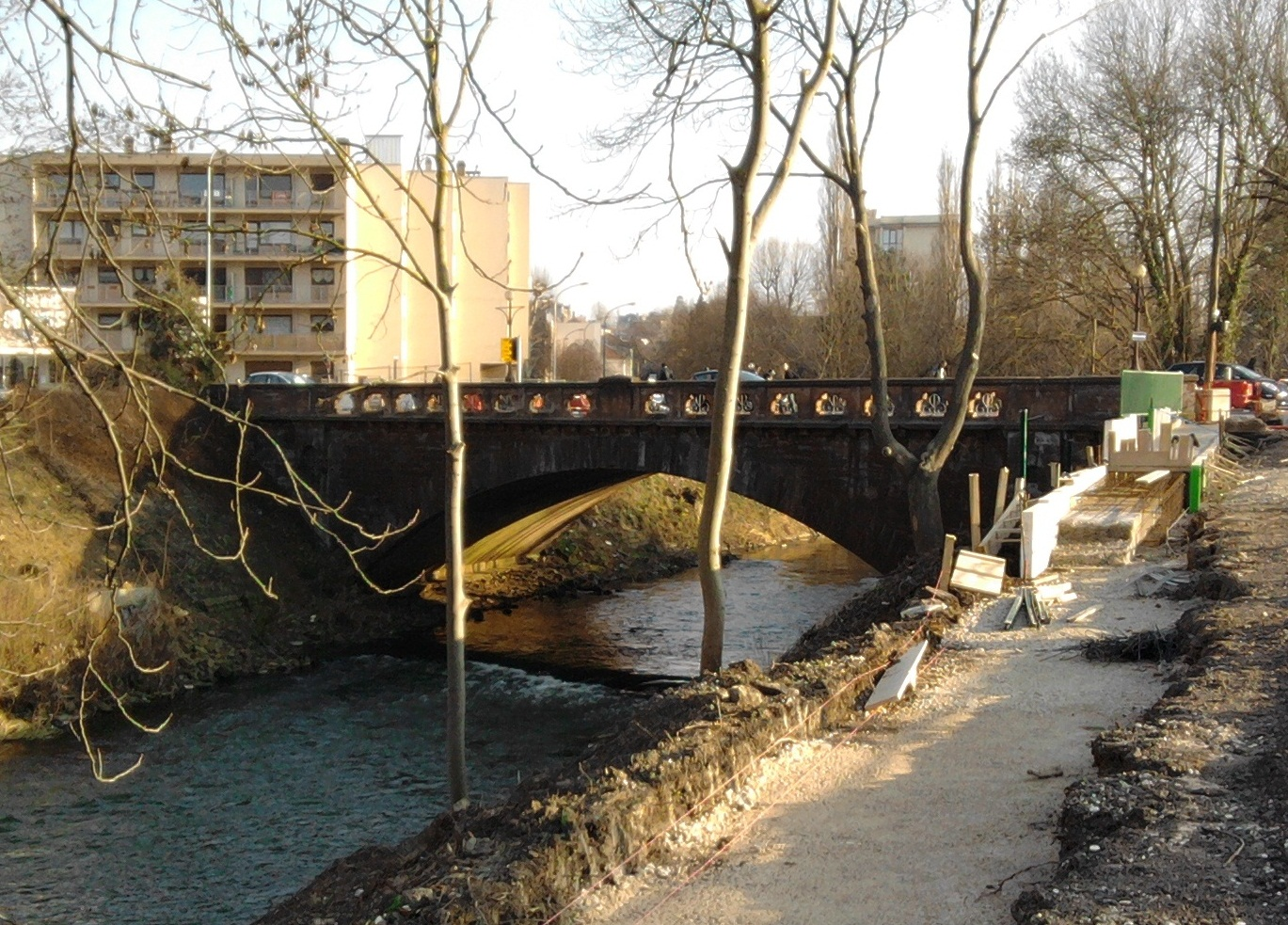
Reliant l'extrême nord-est du quartier du Sablon à celui de Plantières, le pont de la Seille, bâti en 1904

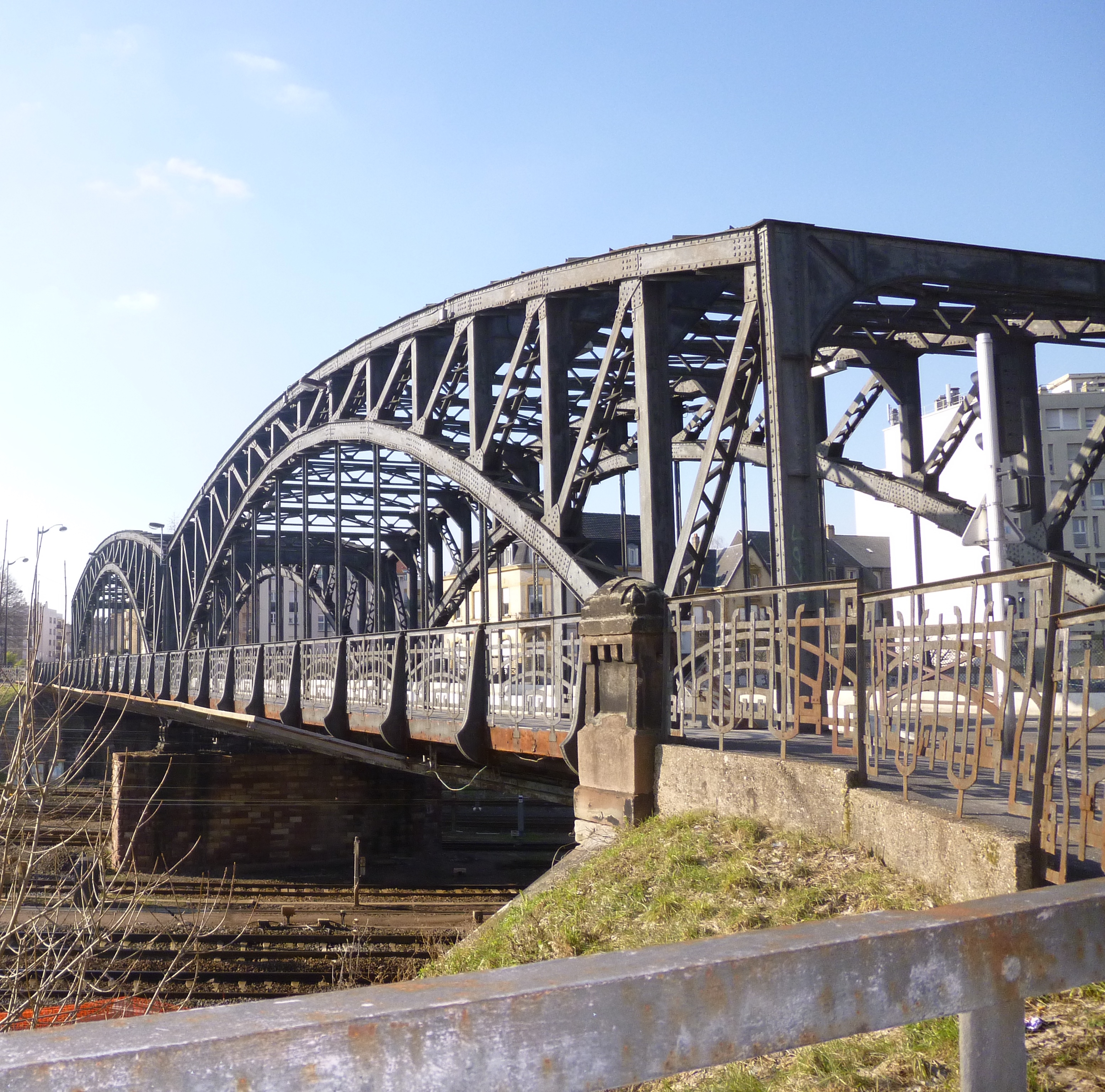
L'ancien pont Saint-Clément, aujourd'hui Amos. Ouvrage d'art typique de l'époque industrielle allemande

Durant la 1re moitié du XIXe siècle, le chemin de fer arrive à Metz, aboutissant à l'époque à l'ancienne gare de Metz, il passait uniquement sur la limite ouest du quartier actuel du Sablon, or cette voie ferrée marqua nettement la séparation du Sablon-Est par rapport au Sablon-Ouest (qui n'étaient jusqu'alors reliés que par des chemins vicinaux), ce dernier se retrouvant isolé du reste de la commune et susceptible d'être annexé de ce fait par celle de Montigny-lès-Metz, la municipalité décida donc de construire un pont, qui porta le nom de pont Saint-Clément, reconstruit entre 1906 et 1908, par le pont actuel qui prit la dénomination de pont Amos en 2009, en référence aux anciennes brasseries situées au Sablon-Ouest, 200 mètres après le pont.
Avec la construction de la nouvelle gare, les lignes de train ont été modifiées et prolongées vers le nord-est du quartier (avec entre autres la ligne encore en activité[Quand ?] de Metz à Zoufftgen), ce qui nécessita, en 1904, la déviation du cours de la Seille qui coulait alors sous le pont aux Arènes datant du Moyen Âge, qui fut détruit pour faire place à l'actuel pont de la Seille. De plus, jusqu'à la fin des travaux en 1908, trois passages sous les voies de chemin de fer ont été creusés (passages du Sablon, de l'Amphithéâtre et de Plantières).
Le 1er avril 1914, le Sablon, qui compte alors 10 375 habitants, est officiellement intégré au district urbain de Metz. On note qu'à son intégration la commune du Sablon a perdu une partie de son territoire, le Sablon-Ouest, correspondant actuellement au secteur sud du quartier de Nouvelle Ville, comprenant les anciens bâtiments des brasseries Amos.
Pendant l'entre-deux-guerres, le quartier est considéré comme un « foyer rouge » par les autorités, qui surveillent de près les cheminots alors fortement syndiqués. 
Au cours des bombardements du printemps 1944, de nombreux bâtiments du village furent détruits ou fortement endommagés, on compte l'ancienne mairie, place Saint-Livier, la partie française du collège F.-Rabelais, étant à l'époque l'école Saint-Bernard, reconstruite ensuite, et le couvent Sainte-Chrétienne, dont ne continuait à tenir debout que la chapelle. D'autres bâtiments furent moins atteints comme l'église.
La plupart des édifices témoins de l'histoire du village sont placés dans l'ouest de ce dernier, comme le collège par exemple.
De nombreux bâtiments plus récents y sont également centralisés, tels la mairie de quartier.
Le parc Sainte-Chrétienne se trouve dans la même zone, ainsi que plusieurs terrains de sports et de pétanque.

### XXIesiècle
Sur les restes du couvent Saint-Chrétienne, a été construit le nouveau complexe municipal du Sablon, de même que dans sa prolongation, on bâtit la nouvelle maison de retraite.

Palais omnisports Les Arènes de Metz, apparenté au projet "ZAC de l'Amphithéâtre"

Mais aujourd'hui, les périphéries du quartier ont été développées.
Depuis 2006, une bande de terrain au nord-est de ce quartier, qu'occupait la gare de marchandises, est requalifiée, et reçoit les premiers travaux d'un vaste projet de quartier d'affaires dénommé « quartier de l'Amphithéâtre », ainsi que du centre d'art contemporain centre Pompidou-Metz, quasiment à l'emplacement de l'ancien amphithéâtre gallo-romain, dont les ruines sont enfouies sous le croisement de la rue aux Arènes, du passage et de l'avenue de l'Amphithéâtre. 
Entre cette bande de terrain et la Seille, se situe depuis mai 2002 un nouveau parc public, le parc de la Seille, qui fait appel aux nouvelles techniques paysagères (pelouses fleuries, zones non fauchées, etc.).

## Héraldique
|  | Blason historique du Sablon, représentant le Graoully. |

## Vie de quartier
Basée au complexe municipal, l'école de musique de l'union philharmonique du Sablon propose chaque année des cours sur plusieurs instruments, ainsi que des cours de danse et de solfège. Siégeant également dans le complexe la SHS (Société d'Histoire du Sablon) a pour but de sensibiliser la population à la riche histoire de la commune, et organise chaque année une exposition d'anciennes photographies et cartes postales d'époque dans les bâtiments de la mairie de quartier.
Tous les mercredis, a lieu place Saint-Livier, le marché du Sablon. De plus chaque année ont lieu plusieurs évènements.
Début octobre, se déroule la grande brocante braderie du quartier, elle condamne l'intégralité de la rue et de la place Saint-Livier. Ainsi qu'à la mi-juin, a lieu, pendant une semaine, la fête de la Germaine, fête traditionnelle du quartier. Il s'agit d'une série d'animations organisées, par le centre social de la maison des associations Le Quai, l'union philharmonique, ou encore la SHS.

## Démographie
| 1806 | 1836 | 1866  | 1876  | 1886  | 1896  | 1906  | 1911   |
| ---- | ---- | ----- | ----- | ----- | ----- | ----- | ------ |
| 298  | 594  | 1 072 | 1 200 | 1 690 | 2 677 | 7 680 | 10 375 |

## Lieux et monuments

### Lieux de culte

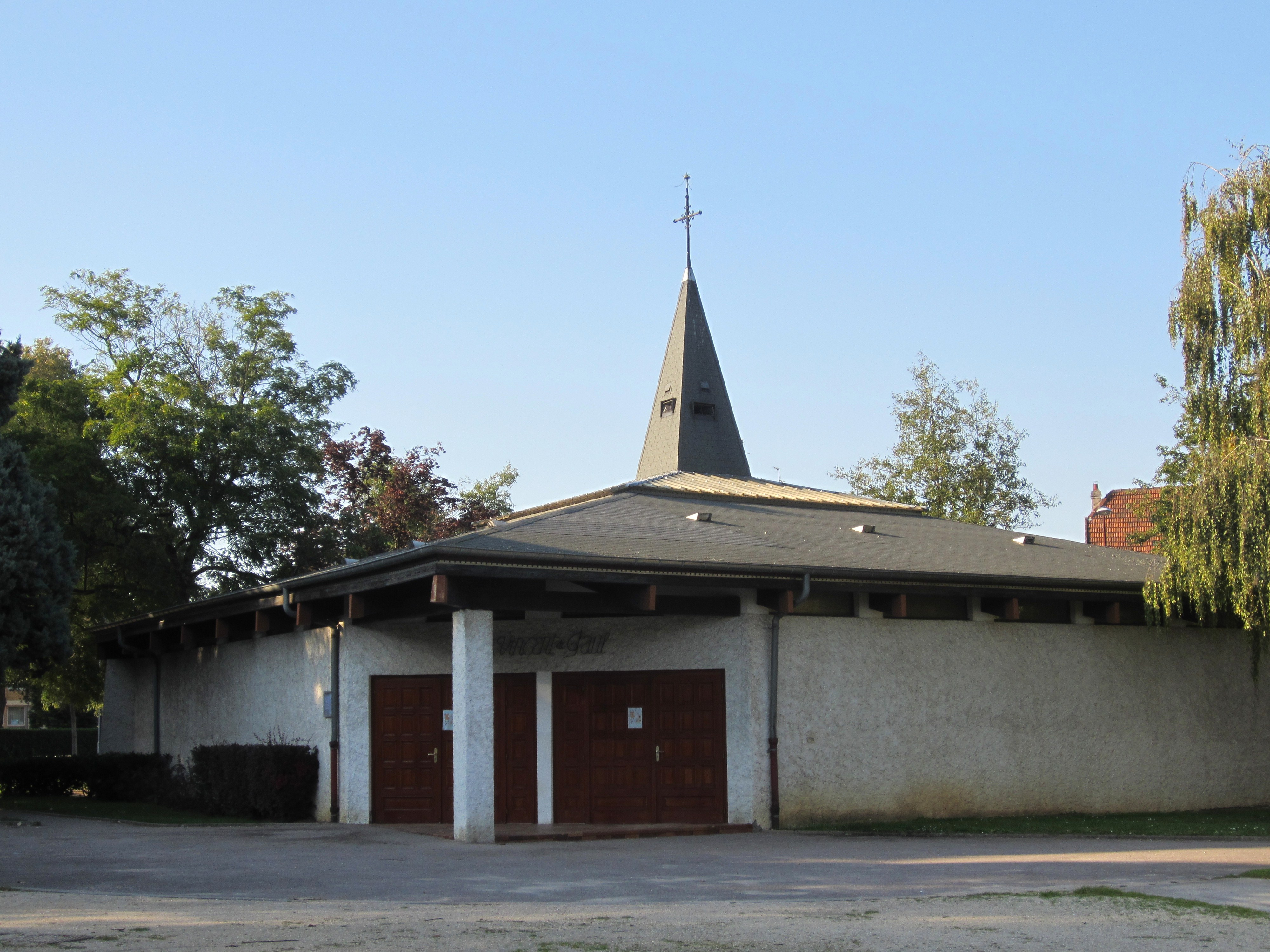
Église Saint-Vincent-de-Paul.

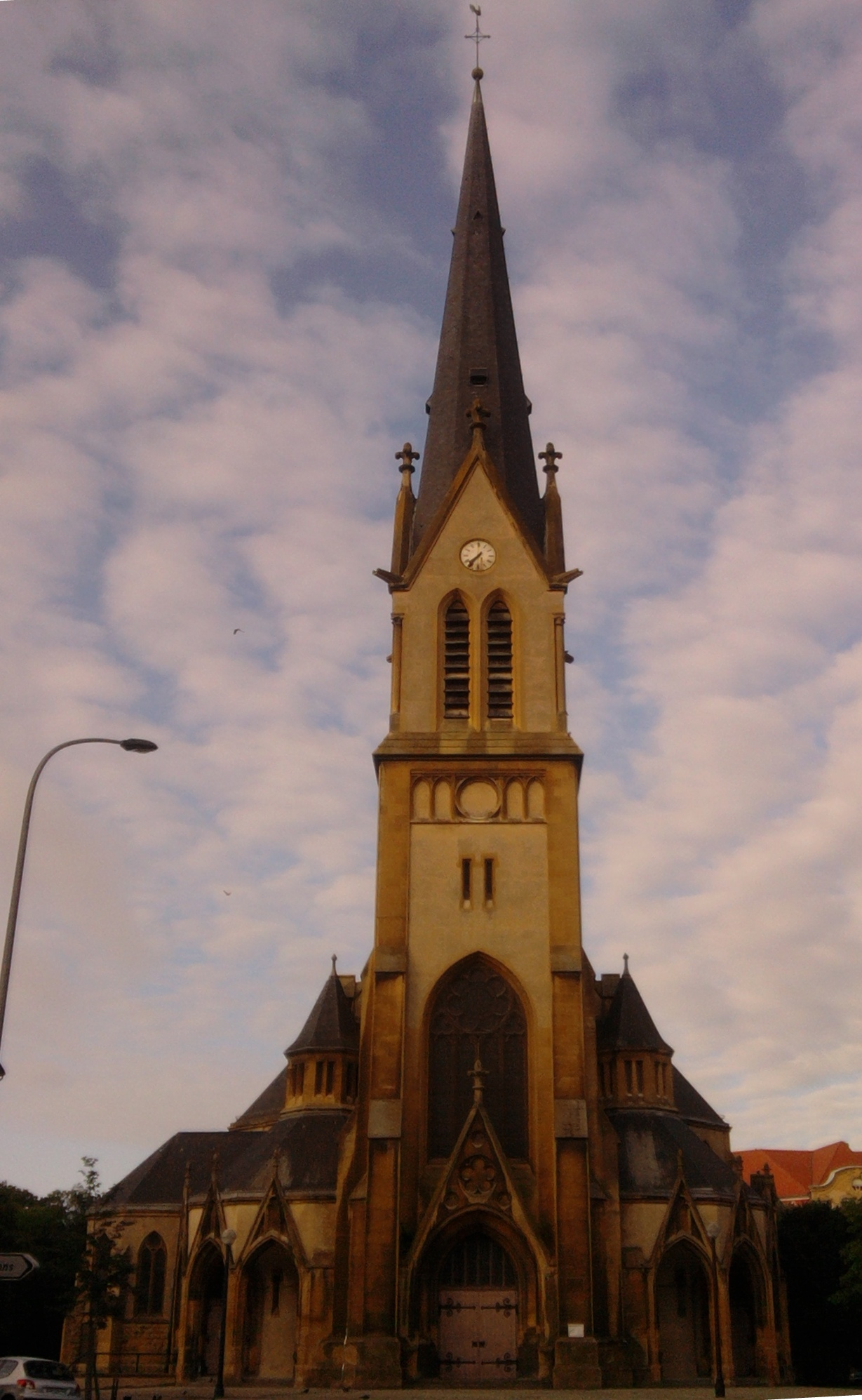
Église Saint-Fiacre, avec le collège François-Rabelais, en retrait à droite.

- Église Saint-Fiacre, 87, rue de la Chapelle, style gothique, début du XXe siècle[13].
- Église Saint-Vincent-de-Paul, place Bouchotte[14], style contemporain, XXe siècle.
- Chapelle Sainte-Chrétienne, rue Saint-Bernard, seule partie du couvent n'ayant pas été détruite à la suite des bombardements de 1944, style néo-roman, fin du XVIIIe siècle.

### Cimetières et mémoriaux
- Cimetière du Sablon, enclavé dans la commune de Montigny-lès-Metz, à proximité de la route de Blory, et de la rue de la Horgne.
- Monument aux victimes des guerres, place de l'Église.
- Plusieurs mémoriaux disséminés dans le quartier, se référant, en général, aux anciens lieux de cultes du village, d'avant 1552, comme le mémorial Saint-Fiacre, Saint-André, Sainte-Agathe, etc.

### Lieux d'enseignement

#### Lycée
- Lycée professionnel Alain-Fournier, 13, rue Émile-Boilvin.

#### Collège
- Collège François-Rabelais, 39, rue Saint-Bernard, style néo-renaissance avec influence néoclassique, début du XXe siècle.

##### Historique

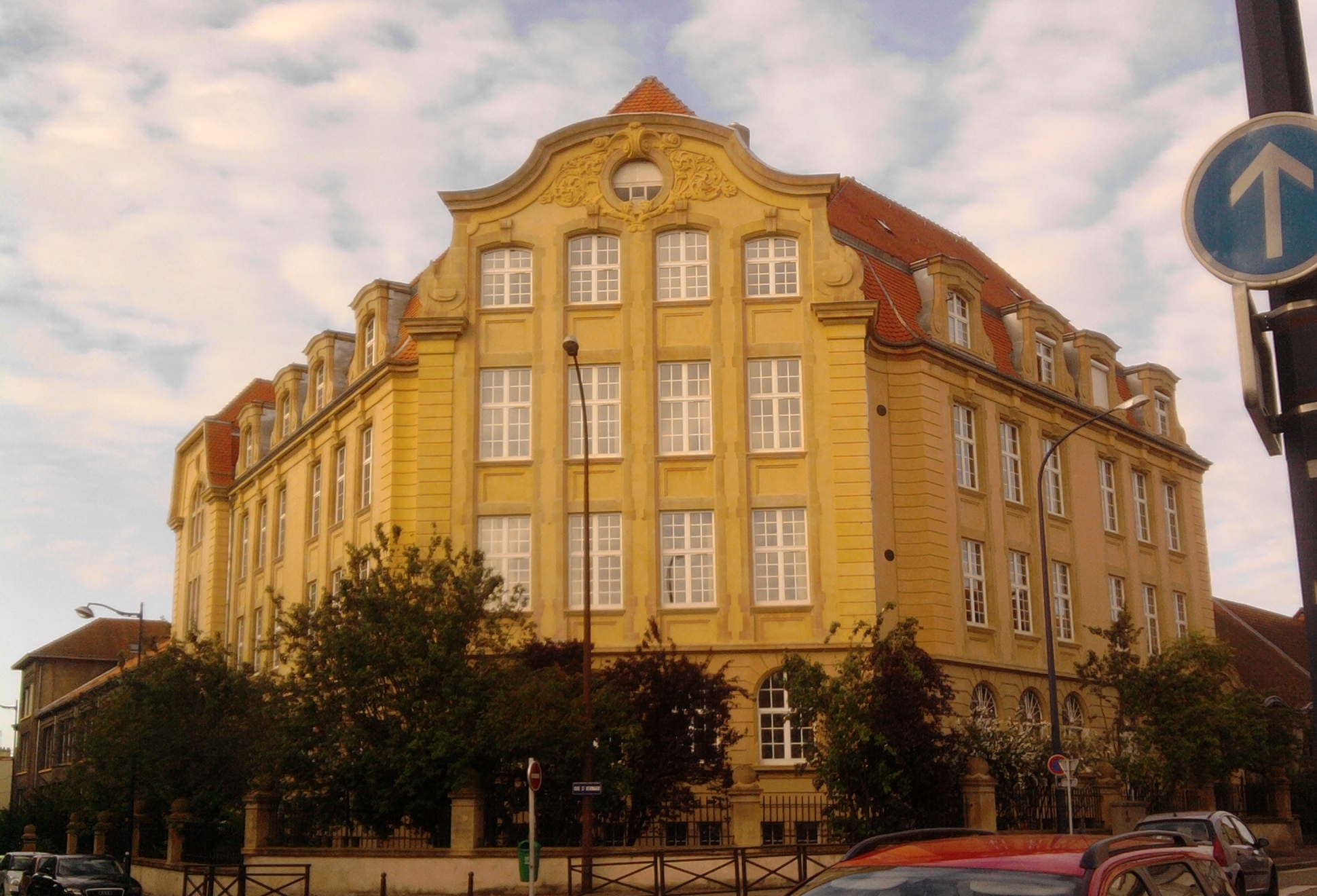
Aile nord-est du collège François-Rabelais, avec gymnase à droite, et aile sud-est avec entrée principale, en retrait à gauche.

La construction de l'école Saint-Bernard et de son gymnase se termine en 1912. Elle est bâtie à partir des plans de l'architecte Fröhlich, en pierre de Jaumont à l'instar des monuments messins, et de nombreux autres édifices sablonnais. Cet édifice correspond à l'actuelle aile nord-est du collège. Cette école primaire est équipée de douches, d'une infirmerie et d'électricité. Elle surprend les Français ne disposant pas encore de tous ces équipements. Elle accueille uniquement les filles, les garçons étant scolarisés à l'école du Graoully. Lors de la Première Guerre mondiale, le gymnase sert d'hôpital pour les blessés. Un projet de prolongement de l'école débute, mais est vite abandonné.
Après le retour à la France, le projet de prolongement de l'école est repris, et aboutit dans les années 1930 à la construction d'une nouvelle aile accueillant les garçons. Une grande partie de cette aile est détruite par les bombardements de 1944. Elle est rebâtie mais cette reconstruction fait un assez fort contraste avec le bâtiment allemand du fait de sa différence de hauteur. L'aile française qui compte deux étages, plus un rez-de-chaussée, possède un étage de moins que l’aile la plus ancienne ; la partie allemande est l'aile la plus haute du collège. L'école des garçons comporte aujourd'hui l'entrée principale du collège, elle correspond à l'aile sud-est ; les deux porches du bâtiment nord-est sont devenus des entrées de service utilisées occasionnellement, les élèves arrivant normalement par la cour.
En 1969, les écoles primaires s'unissent et deviennent un collège, qui prend le nom de l’écrivain François Rabelais. Bien que la construction de l'école Saint-Bernard soit achevée en 1911, le Sablon fêtera le centenaire du collège en 2012.
Aujourd'hui, avec ses 120 ares, le collège François-Rabelais est le plus grand de Moselle. Il accueille environ 300 élèves.

#### Écoles élémentaires

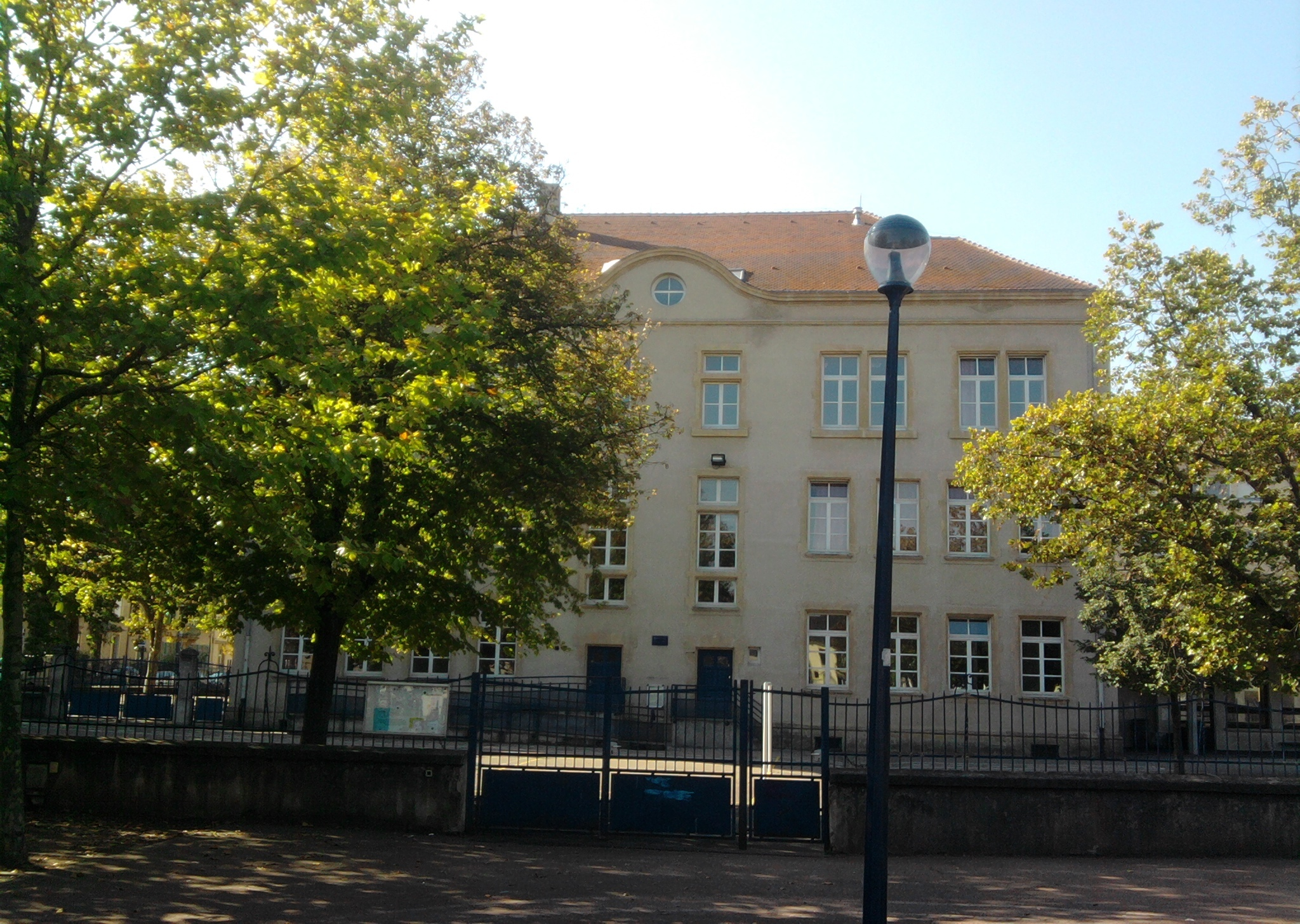
Façade de l'école du Graoully, vue de la place Saint-Livier.

- École primaire Auguste-Prost, 33, rue Auguste-Prost.
- École primaire du Graoully, 13, rue du Graoully, 1904.
- École primaire de la Seille, 199, avenue André-Malraux.

#### Écoles maternelles
- École maternelle du Cavalier Bleu : issue de la fusion entre les écoles maternelles de la sente A My (19, sente A My) et des Comptines (35, rue Auguste-Prost).
- École maternelle des Acacias, 4, rue Eugêne-Jacquot.
- École maternelle des Plantes, 2, rue André-Theuriet.
- École maternelle au Pommier Rose, 13, rue Christian-Pfister.

### Équipements sportifs
- Palais omnisports Les Arènes, 5, avenue Louis-le-Débonnaire.
- Gymnase d'Hannoncelles, 18, rue d'Hannoncelles.
- Gymnase André-Malraux, 199, avenue André-Malraux.
- Gymnase du Collège François-Rabelais, 9, rue de la Croix.
- Terrain multisport, bitumé, derrière le gymnase d'Hannoncelles.
- Terrain multisport, bitumé, derrière le collège François-Rabelais, rue Terquem.
- Terrain multisport, à proximité de l'église Saint-Fiacre.
- Terrain de tennis, à proximité de l'école maternelle des Plantes, rue des Plantes.
- Terran de pétanque, à proximité de l'église Saint-Fiacre.
- Piscine olympique Lothaire, derrière les Jardins de a Seille, 44, rue Lothaire.

### Parcs, squares et espaces verts
- Jardins Jean-Marie-Pelt (anciennement « Parc de la Seille »).
- Parc Sainte-Chrétienne (communément nommé « Parc des Sœurs »).
- Square Loiseau-de-Persuis.
- Square Saint-Amand.

### Musée
- Centre Pompidou-Metz, style contemporain, 1, parvis des Droits-de-l'Homme.

### Équipements administratifs
- Bibliothèque-Médiathèque et mairie de quartier, 4-6, rue des Roberts.
- Bureau de poste Saint-Livier, place Saint-Livier.

### Foyers et maisons de retraite
- Résidence Les Saules, 76, sente A My.
- Foyer Sainte-Constance, 16, rue Gabriel-Pierné.
- Foyer-logement Les Sablons, 1, rue du Lavoir.
- Foyer-logement Malraux, 125, avenue André-Malraux.
- Foyer-logement Vandernoot, 14, rue Vandernoot.
- Maison de retraite Sainte-Chrétienne, 114, rue Saint-Pierre.

### Centres d'accueil
- Multi-accueil Les Jardinets, 12, rue André-Theuriet.
- Multi-accueil Unis-Vers d'Enfants, 175-177, avenue André-Malraux.
- Centre social Pioche et halte-garderie Les Marmousets, 13, rue Pioche.
- Maison des associations du Sablon et centre social Le Quai, 1bis, rue de Castelnau.

## Anciens sites et monuments
(Classés par date ou époque de disparition)
- Nécropole romaine, s'étalant de la zone de l'amphithéâtre jusqu'à la Horgne, incluse.

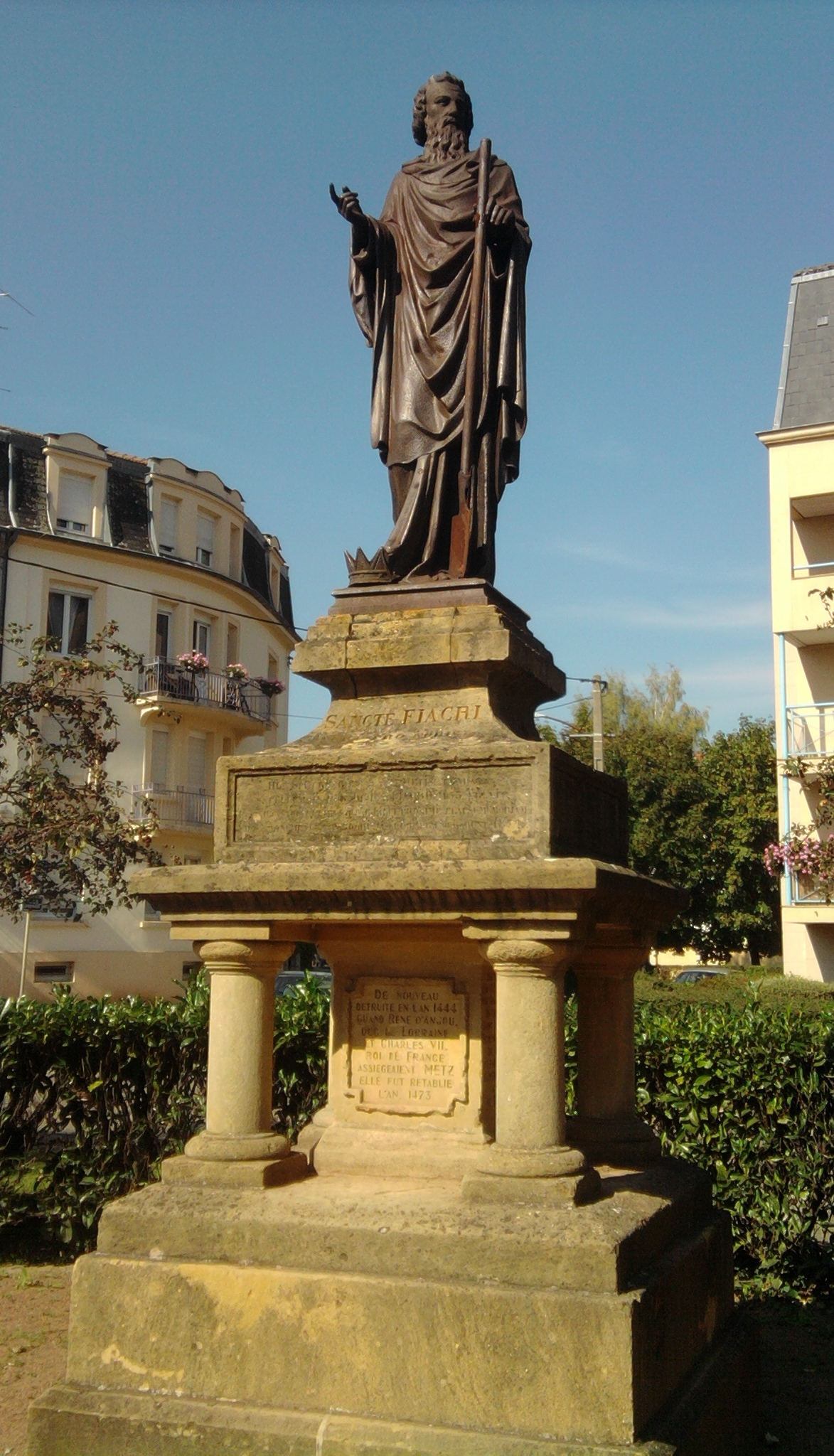
Statue représentant Saint-Fiacre, sur laquelle est inscrite l'histoire de la chapelle dédiée au même saint

- Amphithéâtre, époque gallo-romaine, plus grand amphithéâtre de Gaule, disparu progressivement enseveli sous les terres, ayant accueilli le premier oratoire de Saint-Clément nommé Saint-Pierre-aux-Arènes ; situé à l'angle du passage et de l'avenue de l'Amphithéâtre
- Temple dédié à Icovellauna, de forme octogonale il était construit dans un puits, à l'endroit d'une source, au lieu-dit "au Sugnon" aujourd'hui sur la commune de Montigny-lès-Metz
- Abbaye Saint-Clément, construite au début du Moyen Âge, détruite en 1552 au cours du siège de Metz, située sur l'actuelle place de l'Église
- Deux prieurés : Saint-André, et Saint-Pierre-aux-Champs, et 4 églises paroissiales : Saint-Amand, Sainte-Marie-aux-Martyrs, Saint-Génès, et Saint-Jean-Baptiste, détruits également 1552
- Chapelle Saint-Fiacre, édifiée en 1153, détruite et reconstruite de nombreuses fois au cours des XIIIe et XIVe siècles, elle est définitivement détruite lors du siège de Metz, située à l'emplacement de l'actuel supermarché Match ; une statue de Saint-Fiacre située dans une aire de jeux entre la rue des Jardiniers et la sente A My, témoigne de l'histoire de la chapelle
- Château de la Horgne-au-Sablon, construit avant le XIVe siècle, qui servit de logement à Charles Quint pendant le siège de Metz de 1552, et dont ne subsistent aujourd'hui que des vestiges disséminés sur son ancien terrain. Il est aujourd'hui situé à l'intérieur du ban communal de Montigny-lès-Metz.
- Nécropole médiévale à proximité du pont de l'Argonne (rue Mazarin)[16]
- Les fermes Ravage, Sainte-Agathe et Halsidrac, datant de l'époque du ban médiéval
- La maison de campagne Tivoly, située au niveau de la maison de retraite, construite vers 1695
- Lavoir municipal, situé à l'angle des rues du Lavoir et Saint-André
- Redoute de la Seille (dite Redoute du Pâté), fort construit en 1737 par Louis de Cormontaigne selon les plans de Vauban, pour compléter le rôle des fortifications de Metz, détruit sous l'annexion, situé au-dessus de l'amphithéâtre, probablement démoli à la fin du XVIIIe ou au début du XIXe siècle, durant les fouilles allemandes sur l'amphithéâtre
- Ancien cimetière, déplacé à Montigny-lès-Metz pendant l'annexion allemande, reprenait l'ensemble de la zone du terrain de pétanque jusqu'au monument aux morts.
- Ancienne école, école des garçons puis école de filles, désaffectée à la fin du XIXe siècle, située dons le prolongement de l'ancienne église, à l'angle des rues Saint-Pierre et du Lavoir
- Ancienne église, construite en 1851 par Nicolas-Maurice Derobe, de style gothique, elle est détruite en 1933 en raison de la construction de la nouvelle église Saint-Fiacre, elle était située à l'emplacement de l'actuel terrain de sports, parallèlement à la chapelle Sainte-Chrétienne
- Ancienne mairie, place Saint-Livier, détruite au cours des bombardements du printemps 1944
- Le couvent Sainte-Chrétienne, bombardé en 1944, et dont seule subsiste la chapelle